# De Jouwer
De Jouwer (neerlandès: Joure) és una ciutat del municipi de De Friese Meren a la província de Frísia, al nord dels Països Baixos. L'1 de gener de 2012 tenia 13.045 habitants.
De Jouwer és coneguda, entre altres motius, per les Friese Ballonfeesten (Festivals Frisons de Globus Aerostàtics), que tenen lloc cada any des del 1986 i inclou uns 35 globus aerostàtics.

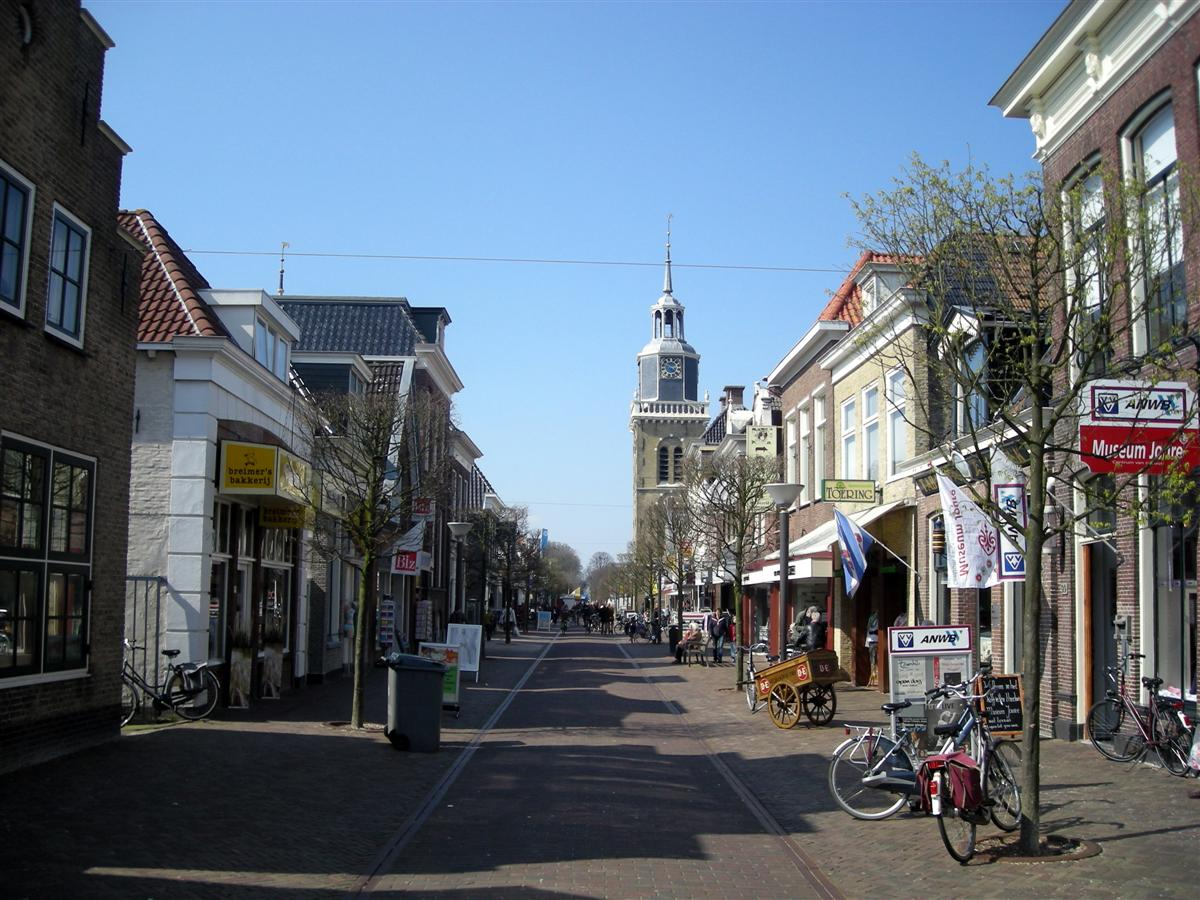
Centre de De Jouwer
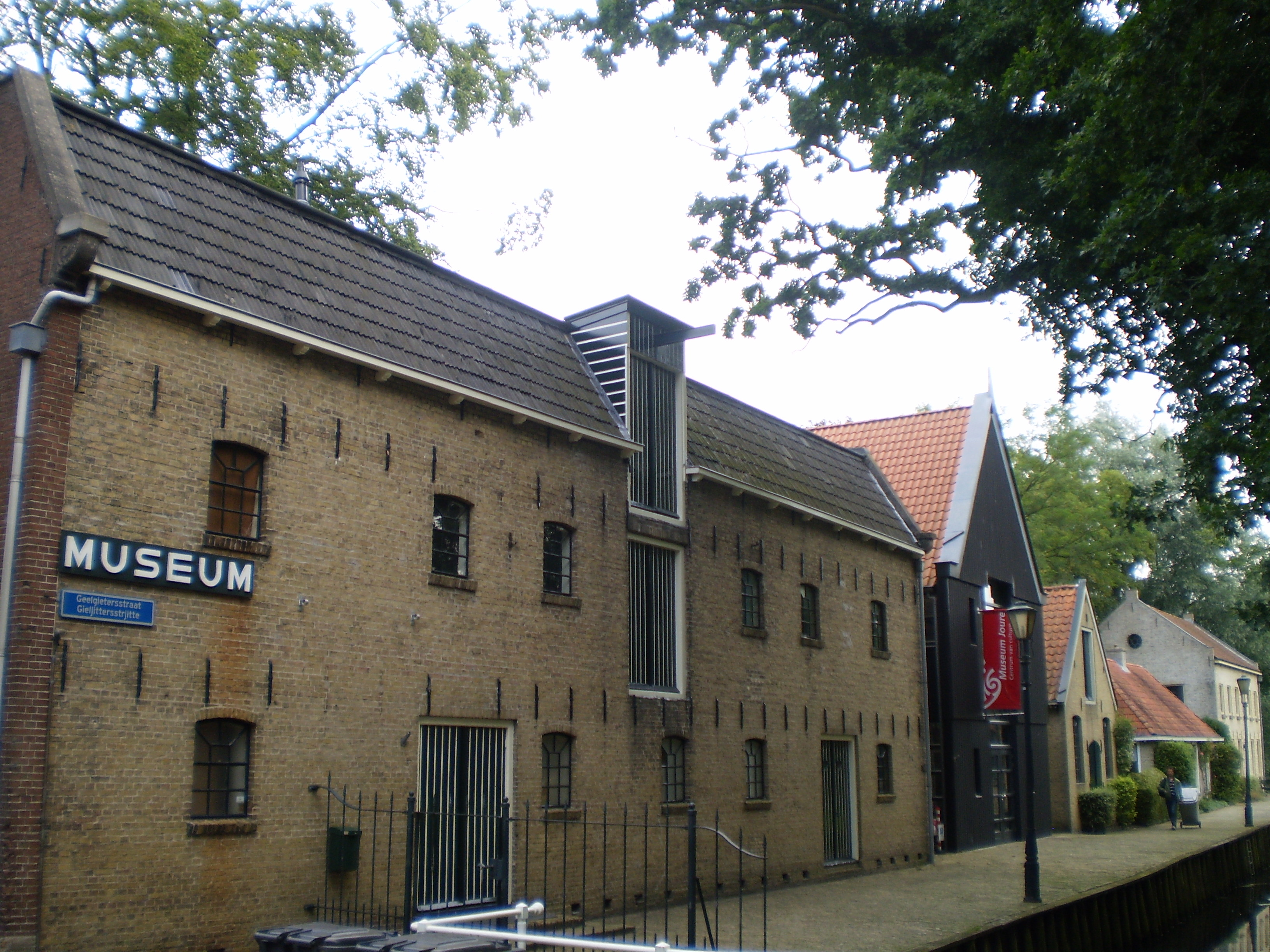
Museu de De Jouwer
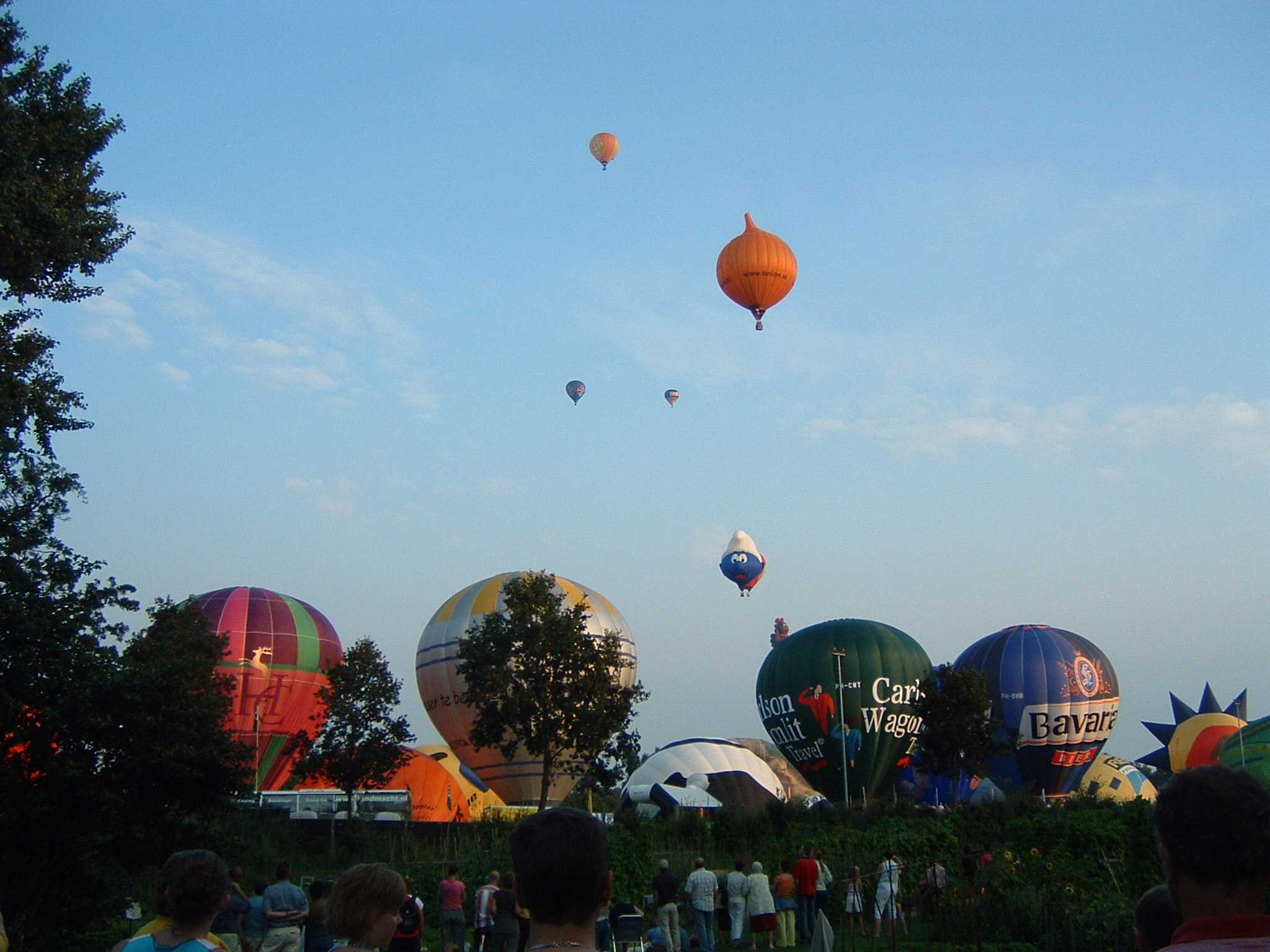
Festivals Frisons de Globus Aerostàtics
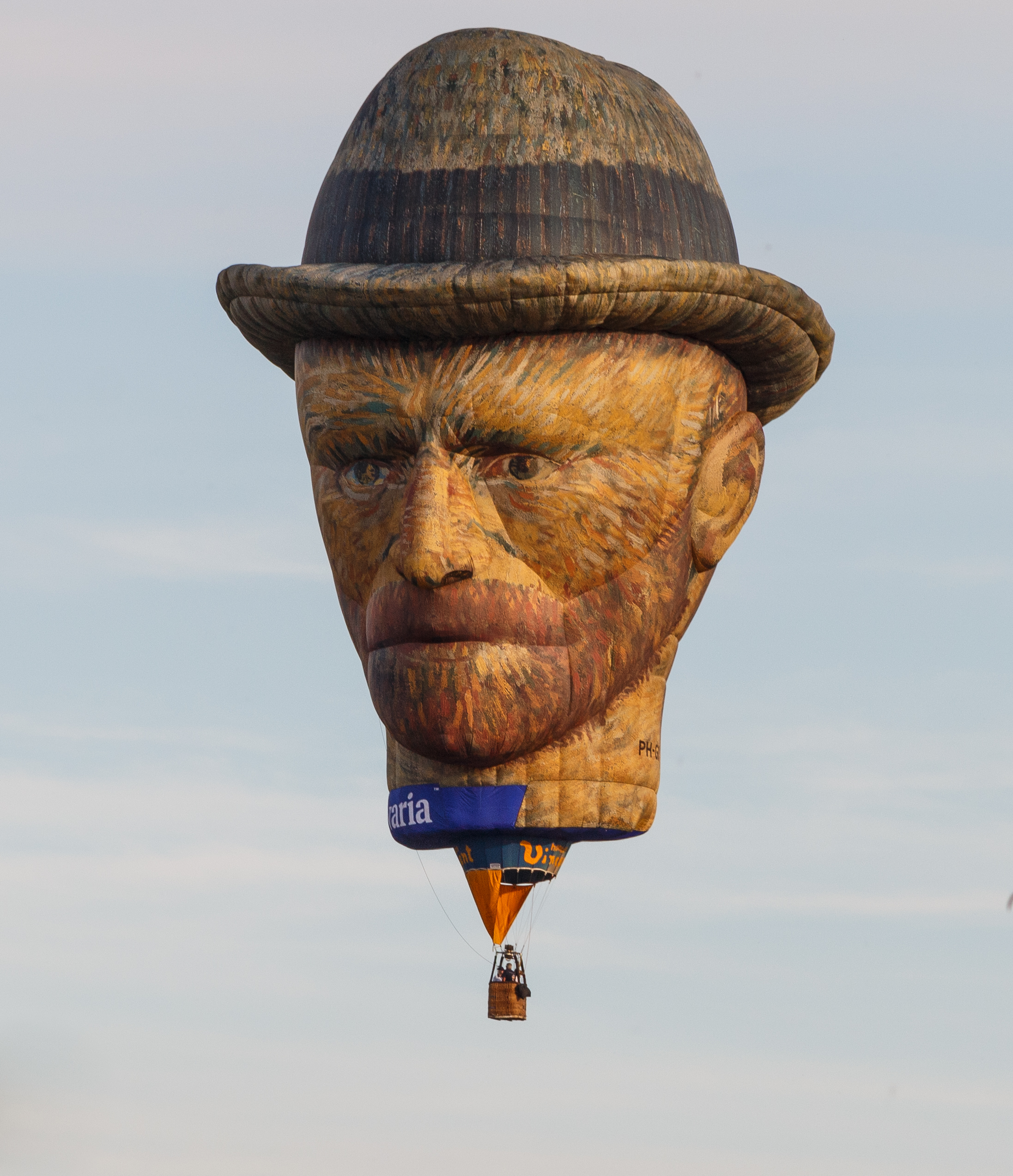
Globus aerostàtic de Vincent van Gogh